# Mitford (Carolina del Sur)
Mitford es un área no incorporada ubicada del condado de Fairfield en el estado estadounidense de Carolina del Sur.